# Аренберги
Аренбергите (на немски: Haus Arenberg, Aremberg) са благороднически род на немската висша аристокрация, живяла в Айфел, наречена на замъка Аремберг в Рейнланд-Пфалц и след свършване на нейната мъжка линия е линия на графовете на Ламарк и по-късно на Дом Лин. Те управлявали господството, по-късно графството и Херцогство Аренберг. Тази територия изчезва по време на първата Коалиционна война. След това се създава Херцогство Аренберг-Мепен.
Фамилията е спомената за пръв път през 1166 г.

## Графове, князе, херцози и шефове на Аренберг

### Бургграфове на Кьолн, господари и графове на Аренберг
- 1032 Улрих, бургграф на Кьолн
- 1061 – 1074 Франко I
- 1082 – 1135 Арнолд
- 1106 – 1135 Франко II
- 1136 – 1159 Хайнрих I
- 1159 – 1166/67 Герхард фон Арберг († сл. 1188), граф и господар на Аремберг и бургграф на Кьолн (1159 – 1166/67)
- 1166/67 – 1197 Хайнрих II дьо Арберг
- Еберхард (1200 – 1218) ∞ Алейдис фон Молсберг (също графиня на Фройсбург)
- Хайнрих III († 1255), бургграф на Кьолн (1220 – 1252)
- Герхард II († 1255) ∞ Мехтхилд фон Холтен († 1304)
- Йохан (1267 – 1280), ∞ Катарина фон Юлих († сл. 1287), продава 1279 г. кьолнската бургграфска служба
- Матхилда/Матилда († 1328), ∞ 1299 граф Енгелберт II фон Марк († 1328)

### Графове на Аренберг
Дом Ламарк
- 1299 – 1328 граф Енгелберт II фон Марк
- 1328 – 1387 граф Еберхард фон Марк, хер на Аремберг
- 1387 – 1454 граф Еберхард II фон Марк-Аренберг
- 1454 – 1480 граф Йохан II фон Марк-Аренберг
- 1480 – 1496 граф Еберхард III фон Марк-Аренберг
- 1496 – ???? граф Роберт I фон Марк-Аренберг
- ????–1536 граф Роберт II фон Марк-Аренберг
- 1536 – 1541 граф Роберт III фон Марк-Аренберг
  - след измиране на мъжката линия неговата сестра Маргарета (1541 – 1596) се омъжва 1547 за граф Йохан фон Лин

Дом Лин
- 1541 – 1547 графиня Маргарета фон Марк-Аренберг (1527 – 1599)
- 1547 – 1568 граф Йохан фон Лин, от 1549 имперски граф на Аренберг
- 1568 – 1616 граф Карл фон Аренберг (от 1576 издигнат на княз)

### Князе на Аренберг
- 1576 – 1616 княз Карл фон Аренберг, жени се за Анна фон Крой, херцогиня и наследничка на Арсхот
- 1616 – 1640 Филип Карл фон Аренберг (* 1587, † 1640) княз на Аренберг и херцог на Арсхот
- 1640 – 1674 Филип Франц фон Аренберг (* 1625, † 1674), 1644 издигнат на херцог

### Херцози на Аренберг
- 1644 – 1674 Филип Франц фон Аренберг (* 1625, † 1674), първият херцог на Аренберг и Арсхот
- 1674 – 1681 Карл Ойген фон Аренберг (* 1633, † 1681), херцог на Аренберг и Арсхот
- 1681 – 1691 Филип Карл Франц фон Аренберг (* 1663, † 25 август 1691) херцог на Аренберг и Арсхот
- 1691 – 1754 Леополд Филип фон Аренберг (* 1690, † 1754), херцог на Аренберг и Арсхот
- 1754 – 1778 Карл Мария Раймунд фон Аренберг (* 1721, † 1778) херцог на Аренберг и Арсхот
- 1778 – 1803 Лудвиг Енгелберт фон Аренберг (* 3 август 1750 в Брюксел, † 7 март 1820), херцог на Аренберг, Арсхот и Мепен, княз на Реклингхаузен, 1775 ослепял, 1803 напуснал
- 1803 – 1861 Проспер Лудвиг фон Аренберг (* 1785, † 1861), последният управляващ херцог на Аренберг, Арсхот и Мепен, княз на Реклингхаузен
- 1861 – 1875 Енгелберт-Август фон Аренберг (* 1824, † 1875) херцог на Аренберг, Арсхот и Мепен, княз на Реклингхаузен
- 1875 – 1919 Енгелберт-Мария фон Аренберг (* 10 август 1872, † 15 януари 1949) херцог на Аренберг, Арсхот и Мепен, княз на Реклингхаузен, глава на Дом Аренберг

### Глави на Дом Аренберг след 1918
- 1919 – 1949 Енгелберт-Мария фон Аренберг (* 10 август 1872, † 15 януари 1949)
- 1949 – 1974 Енгелберт Карл фон Аренберг (* 20 април 1899 в Héverlée, † 27 април 1974 Монте Карло)
- 1974 – 1992 Ерик фон Аренберг (* 17 октомври 1901 в Héverlée, † 13 септември 1992 в Пунта дел Есте, Уругвай)
- 1992 – 2011 херцог Жан Енгелберт фон Аренберг (* 14 юли 1921 в Хага † 15 август 2011 в Лозана–Ouchy)
- от 2011 херцог Леополд фон Аренберг (* 20 февруари 1956 в Тервьорен)

### Други важни личности от Дом Аренберг
- Амалия Луиза фон Аренберг (* 1789, † 1823), омъжена за Пий Август Баварски, майка на херцог Макс Йозеф Баварски и баба на императрица Елизабет Австрийска
- Франц фон Аренберг (Франц фон Асиси Лудвиг принц фон Аренберг; 1849−1907), член на пруското народно събрание
- Мария Виктория Паулина фон Аренберг
- Август Мария Раймунд цу Аренберг (1753 – 1833), френски офицер и член на constituante (Националното събрание)